# Plaquette

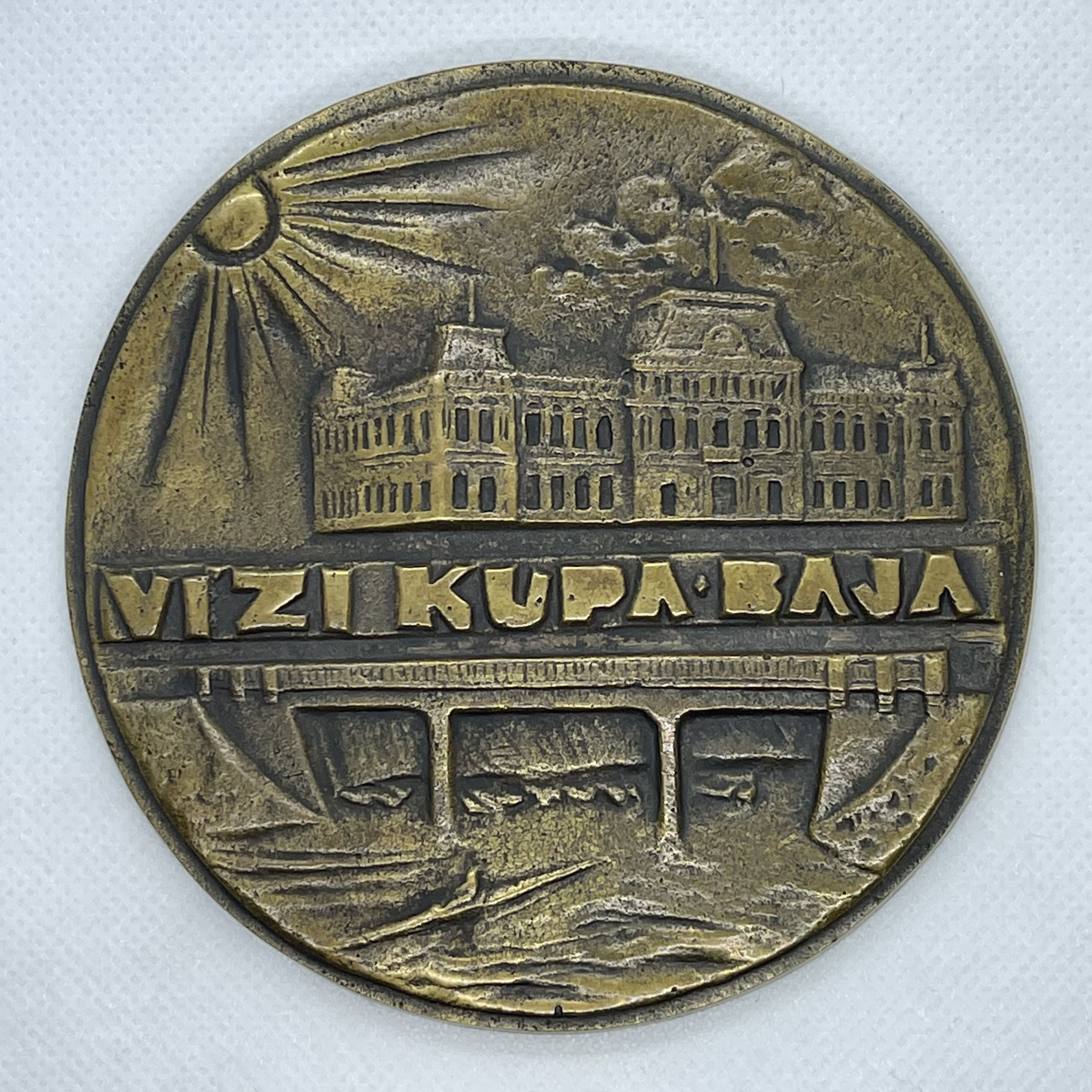
Placa de bronce para la Copa de Agua de Baja. Representa el ayuntamiento y uno de los puentes de Baja.

Plaquette es una publicación de tamaño pequeño que se usa principalmente para difundir obras literarias de corta extensión tales como poemas o cuentos. Esta palabra es un galicismo adquirido a partir de su uso por poetas franceses del siglo XIX quienes daban a conocer sus nuevos trabajos entre escritores a través de estos pequeños "folletos" (una de las definiciones de plaquette en el idioma francés).
Su uso es muy frecuente en Latinoamérica y España, en donde se utiliza como un medio de difusión entre escritores y poetas noveles, o bien para proporcionar adelantos de textos literarios que, posteriormente, se incorporarán en obras más amplias.
Generalmente la extensión de una plaquette no supera las 30 páginas impresas en papel, y se distingue del fanzine por tener un contenido estrictamente literario.